# بالا چای‌لی
بالا چای‌لی (به لاتین: Bala Çaylı، تا ۱۲ ژوئن ۲۰۱۸ کومونا Kommuna) یک منطقه مسکونی در جمهوری آذربایجان است که در شهرستان قزاق واقع شده است. بالا چای‌لی ۱۰۰۲ نفر جمعیت دارد.